# Катакомбы Святого Каллиста
Катакомбы святого Каллиста — одни из крупнейших христианских катакомб Рима. Расположены в зоне Старой Аппиевой дороги. Использовались для захоронений в течение II—IV веков. Содержат множество фресок и надписей этого периода, свидетельствующих о жизни и смерти членов христианской общины Рима первых веков новой эры.

## Краткая история
Комплекс катакомб святого Каллиста формировался в течение II—IV века на базе нескольких ранее существовавших зон захоронений, постепенно расширявшихся и слившихся в единую сеть к концу IV столетия. В числе первичных базовых кладбищ можно упомянуть собственно катакомбы Каллиста, а также крипту Луцины, кладбища святого Марка, Марцеллина, Дамасия и Бальбины. Первоначально территория будущих катакомб находилась в частных руках, затем владельцы земель, став христианами, передали свои владения церкви.
Решение обустроить здесь кладбище для всех членов христианской общины Рима принадлежит римскому епископу Зефирину. Организация и управление комплексом захоронений были поручены диакону Каллисту. В обязанности Каллиста было вменено достойное погребение каждого умершего христианина, при этом похороны бедных осуществлялись за счёт церкви. Каллист, ставший после кончины Зефирина его преемником, значительно расширил и благоустроил катакомбы в течение своего понтификата, так что в церковном сознании этот погребальный комплекс тесно связан с именем Каллиста.

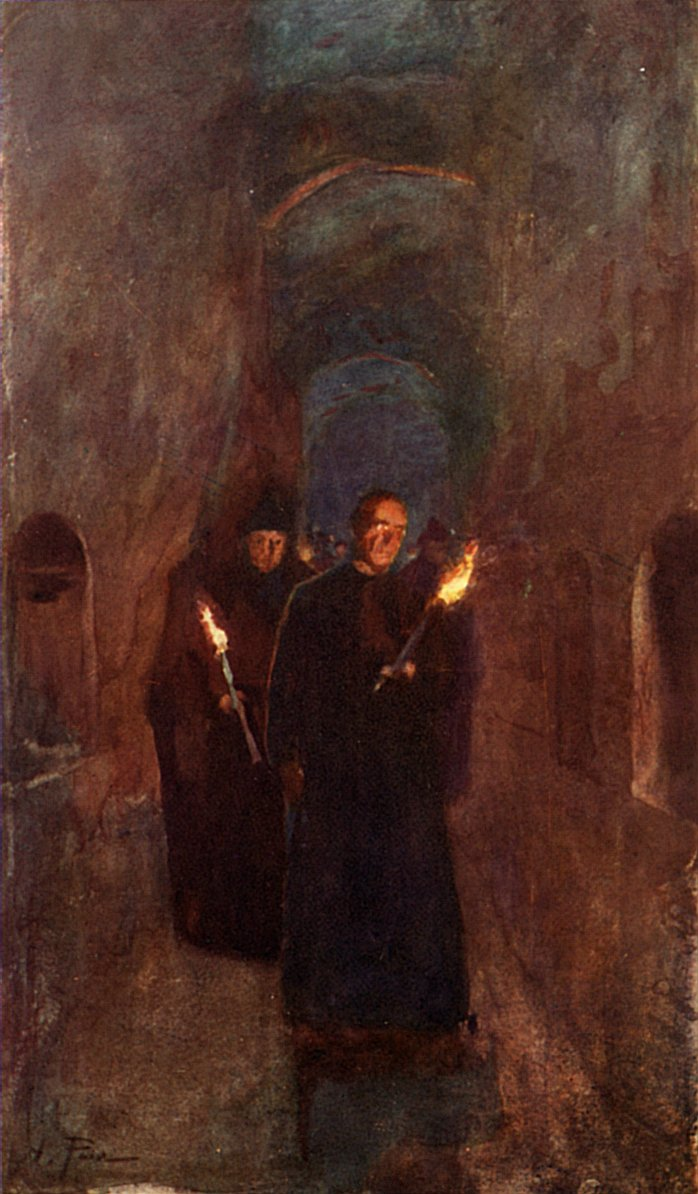
Процессия в катакомбах святого Каллиста

Наиболее древними частями катакомб Каллиста являются крипта Луцины и секции, включающие крипту Пап, крипту святой Цецилии, кубикулы Святых Таин. В конце III века к ним были присоединены секции святого Гая и святого Евсевия, а во второй половине IV века — святого Ливерия.
Катакомбы с самого своего возникновения играли в жизни церковной общины двойную роль. С одной стороны, это было кладбище, на котором должным образом мог быть погребён каждый христианин, с другой, катакомбы становятся местом паломничества к гробницам почитаемых мучеников. В соответствии с традицией, в дни памяти мучеников (преимущественно в дни их мученической смерти — рождения в вечную жизнь) на их гробницах совершалась литургия, и читались мученические акты — повествования об их героическом свидетельстве о Христе. К гробницам мучеников приходили и в другие дни, об этих частных паломничествах свидетельствуют многочисленные граффити — молитвенные обращения к святым на стенах катакомб. В IV веке подземное кладбище были украшены папой Дамасием, им же написаны многочисленные стихотворные эпитафии, помещённые в важнейших местах катакомб.
Начиная с V века, в Италии водворяется хаос, связанный с падением Римской империи, возникновением и падением варварских государств. Жизнь Рима и соответственно Римской церкви сосредотачивается внутри Аврелиановых стен, путешествие за пределы которых становится небезопасным. В связи с этим, в течение V-IX века из катакомб были вывезены мощи всех почитаемых святых. Так, в 609 году папа Бонифаций IV перевёз в Пантеон, превращённый в церковь «Божией Матери у мучеников» (лат. Santa Maria ad Martyres), 28 телег с мощами. Похороны за пределами Аврелиановых стен также стали небезопасными. В результате уже к IX веку катакомбы оказываются настолько заброшенными, что папе Пасхалию I с огромным трудом (а, по преданию, ещё и с помощью самой святой) удалось найти здесь мощи святой Цецилии.
В течение последующих веков катакомбы святого Каллиста были полностью забыты. Их новое открытие произошло в 1854 году. С этого времени катакомбы активно изучаются. В настоящее время для посещения паломников и туристов открыта лишь незначительная часть катакомб святого Каллиста — участок второго (из четырёх обнаруженных) уровней катакомб. Всего же площадь территории, под которой находятся исследованная часть этих катакомб, превышает 36 га. Общая длина исследованных коридоров составляет около 21 км. Количество обнаруженных захоронений на сегодня — около 500 000. Впрочем, в настоящее время значительная часть катакомб святого Каллиста остаётся, возможно, неизвестной. До сих пор неизвестно, например, соединяются ли эти катакомбы с близлежащими катакомбами святого Себастиана и святой Домитиллы.

## Наземные захоронения
Пространство над катакомбами вдоль Аппиевой дороги было занято в античные времена языческими гробницами. После торжества христианства на их месте строились небольшие базилики, отмечающие место над гробницами мучеников, расположенными в катакомбах святого Каллиста. Из этих базилик сохранились только две, называемые Трихоры (лат. Trichorae) из-за того, что они завершаются тремя апсидами.
Западная Трихора возникла над местом, где были погребены папа Зефирин, основатель катакомб, и мученик Тарциний. Последний известен в Римской Церкви как первый мученик за Евхаристию (лат. Protomartyr pro eucharistia): юноша нёс Святые Дары, был атакован группой язычников и, по выражению папы Дамасия, «предпочёл пожертвовать своей жизнью, чем отдать Тело Христово на поругание бешеным псам». В настоящее время мощи Тарциния хранятся в неаполитанской церкви Сан-Доменико-Маджоре.
В восточную Трихору археологи перенесли значительное количество найденных в катакомбах саркофагов. Самым известным из хранящихся здесь является так называемый Саркофаг дитяти, названный так из-за небольших размеров. На саркофаге вырезаны следующие сцены:
— Ной пребывает в ковчеге, над которым парит голубь, (прообраз крещения),
— пророк держит в руках свиток,
— Даниил находится в львином рву, и Аввакум насыщает его хлебом (символическое изображение евхаристического Тела Христова),
— дитя (в виде Оранта) молится между двумя святыми (образ вечной жизни, в которой пребывает погребённый здесь ребёнок),
— брак в Кане Галилейской (символическое изображение евхаристической Крови Христовой),
— воскрешение Лазаря (прообраз будущего общего воскресения).
Таким образом, этот саркофаг изображает всю жизнь христианина — рождение в крещении, соучастие в Евхаристии, поучение Слову Божию, пребывание души в раю со святыми, будущее воскресение.

## Стандартный маршрут посетителей

### Лестница папы Дамасия
Доступ посетителей на второй уровень катакомб осуществляется по реконструированной лестнице, устроенной на месте созданной в IV веке папой Дамасием. Лестница Дамасия была создана в то время, когда гонения ушли в прошлое, и христианам уже не требовалось тайком пробираться к гробницам мучеников. Вдоль лестницы помещены обнаруженные в катакомбах многочисленные камни, которыми запечатывались гробницы. В их числе камень с эпитафией некоей Агриппины, о которой сказано, что она «воссияла в свете» (лат. Cuius dies inluxit). Примечательны также многочисленные граффити паломников IV века, вырезанные металлическими предметами в штукатурке, в том числе: «Святой Сикст, помяни в тових молитвах кающегося Аврелия», «Святые души, помяните Марциана, Сукцесса, Севера и всех наших братьев», «Иерусалим, град и украшение Божиих мучеников». Иерусалимом здесь названы катакомбы, вместившие в себя сонм святых.
На нижней площадке лестницы сейчас помещена копия статуи Доброго Пастыря, оригинал которой находится в Ватиканских музеях.

### Крипта Пап

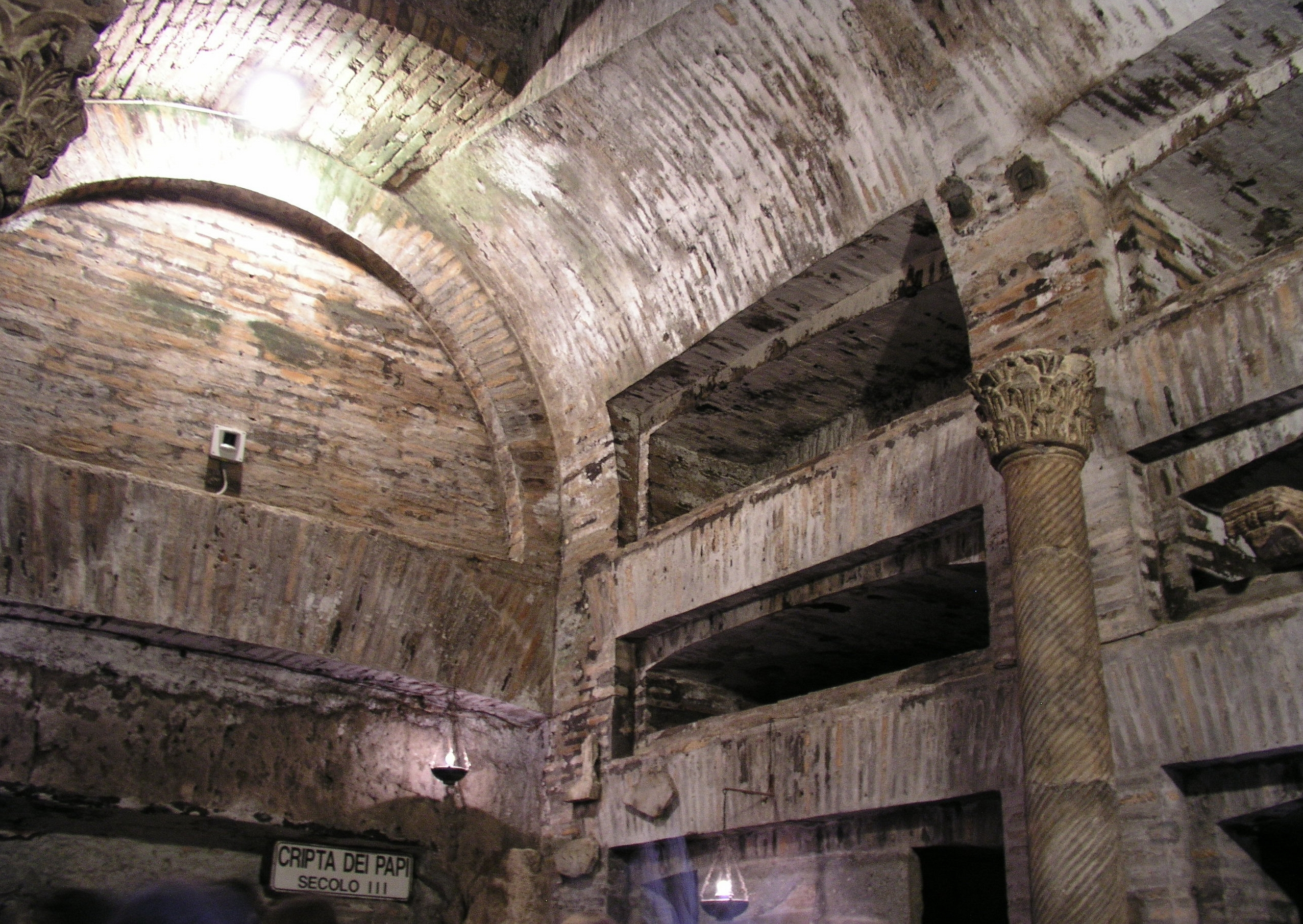
Крипта Пап

Крипта Пап являлась одним из тех первоначальных центров, вокруг которых разрослись катакомбы. Во II веке здесь существовала частная погребальная крипта. В III веке она стала использоваться для погребения римских епископов, большинство из которых прославились как мученики или исповедники. Впоследствии крипта была украшена колоннами с резными капителями, на которых покоится свод. В V-VIII веках мощи почивавших здесь святых были перенесены в различные римские храмы.
Крипта в плане является прямоугольной, в нижнем ярусе её стен находятся четыре ниши с саркофагами, а выше ещё 12 могил, по 6 на каждой из двух длинных сторон крипты. В конце крипты в алтаре обустроена ещё одна гробница. Всего здесь было похоронено девять римских епископов и восемь епископов других городов. На каждой из гробниц было высечены по-гречески имя, затем Epi (то есть episcopos, титул «папа» по отношению к римским первосвященникам вошёл в обиход позже). На двух гробницах (пап Фабиана и Сикста II) присутствуют буквы MRT, то есть martyros.
Всего на гробницах сохранились имена нижеследующих шести пап.
— Святой Понтиан (230-235) — был сослан на Сардинию и приговорён к работам на руднике, где и умер. Сразу после смерти стал почитаться как мученик, через несколько лет папа Фабиан перенёс мощи своего предшественника с Сардинии в катакомбы святого Каллиста. Сейчас мощи почивают под главным престолом церкви Санта-Прасседе.
— Святой Антер (235-236) — преемник предыдущего, 43 дня своего короткого понтификата проведший в темнице.
— Святой Фабиан (236-250) — после долгого понтификата, пришедшегося на период религиозной терпимости, был обезглавлен во время гонений Деция. Часть мощей находится в церкви Сан-Мартино-аи-Монти, другая — в Сан-Себастьяно-фуори-ле-Мура.
— Святой Луций I (253-254) — был сослан в Чивитавеккью, где и умер. Мощи находятся в церкви Санта-Чечилия-ин-Трастевере.
-Святой Сикст II (257-258) — был казнён во время гонений Валериана. Его мученическая кончина напрямую связана с катакомбами: здесь он был арестован во время Богослужения и после короткого суда казнён с четырьмя диаконами 6 августа 258 года. Ещё один его диакон святой Лаврентий является одним из самых известных римских мучеников. Мощи святого Сикста почивают в церкви Сан-Систо-Веккио (напротив Терм Каракаллы)
— Святой Евтихий (275-283) — последний из девяти пап, погребённых в этой крипте.
Помимо этих пап в крипте были погребены святые Стефан I (254—257), Дионисий (259-268) (мощи обоих почивают в Сан-Сильвестро-ин-Капите) и Феликс I (269-274).
На правой стене крипты сохранились два отрывка из поэмы папы Дамасия, посвящённой мученичеству Сикста II. От имени Сикста II автор говорит: «В то время, когда меч пронзал утробу Матери (Церкви), я, погребённый здесь, был пастырем и учителем Слова Божия. Когда внезапно воины ворвались сюда и стащили меня с кафедры, все верные склонили свои головы под меч. Но пастырь, увидев, что другие готовы отнять у него пальму (мученичества), сам первым предложил свою голову, не желая, чтобы ярость (язычников) погубила паству.»

### Крипта святой Цецилии
Крипта представляет собой обширное помещение, в нише левой стены которого находился саркофаг святой Цецилии. Гробница оставалась нетронутой вплоть до понтификата Пасхалия I, пожелавшего перенести мощи святой в Рим. Долгие поиски в заброшенных к тому времени катакомбах не давали результата. По легенде, утомлённый Пасхалий вопросил явившуюся ему во сне Цецилию о месте нахождения её мощей. В ответ Цецилия указала это место, сказав, что папу отделяла от гробницы всего одна стена. После этого видения Пасхалий I обрёл мощи святой и перенёс их в римскую церковь Санта-Чечилия-ин-Трастевере. При перестройке церкви в 1599 году саркофаг был вскрыт, и присутствующие убедились в совершенной нетленности тела святой. Стефано Мадерно, свидетель последнего события, создал статую святой Цецилии, изобразив её тело таким, каким он его видел при вскрытии саркофага. В крипте помещена копия этой скульптуры (оригинал находится в Санта-Чечилия-ин-Трастевере). Голова святой, укутанная материей, отсечена от тела, три пальца правой руки сложены щепотью, пальцы левой руки, за исключением одного, сжаты в кулак. Традиционно считается, что таким сложением пальцев святая продемонстрировала палачам свою веру в Единого Бога и Святую Троицу.
В крипте сохранилось несколько фресок, датируемых не позднее рубежа VIII-IX веков. Среди них — Христос Пантократор, святая Цецилия «Оранта», святой папа-мученик Урбан I. На сводах крипты помещено изображение креста между двух агнцев и трёх римских мучеников Поликама, Себастиана и Квирина. В крипте сохранились также несколько надгробных греческих надписей, в том числе сенатора Септимия Фронтона (конец III века).

### Кубикулы Таинств
Кубикулы святых Таин представляют собой пять последовательно расположенных кубикул, предназначавшихся для погребения членов одной семьи. Стены кубикул украшены хорошо сохранившимися фресками начала III века, символически изображающими таинства крещения и евхаристии, а также будущее общее воскресение.
Таинство крещения символически представлено на фресках, изображающих Моисея, своим жезлом рассекающего скалу, крещение Христа в Иордане, рыбака, самаритянку у колодца и расслабленного при купальне Вифезда. Здесь же находится древнейшее из ныне известных изображение собственно крещения: пресвитер в тунике и паллии возлагает руку на голову крещаемого, стоящего в потоке воды.
В нескольких кубикулах таинство евхаристии символически представлено в изображении чудесного умножения хлебов. Сюжет всех фресок одинаков: семеро сидят вокруг стола, на котором находится два-три блюда с хлебами, ещё несколько корзин с хлебами помещены рядом со столом. Помимо собственно евангельского сюжета, эти фрески примечательны тем, что на них запечатлена евхаристическая практика первых христиан.
Во всех кубикулах присутствует изображение Ионы, спасённого из чрева большой рыбы. Трёхдневное пребывание Ионы во чреве кита прямо знаменует трёхдневное воскресение Христово, а также общее воскресение. Кроме того, Иона своей проповедью склонил к покаянию грешных ниневитян, что напоминало христианам, погребённым здесь и приходящим сюда, об их языческом прошлом и о спасении через покаяние и веру во Христа.
Фрески кубикул сохранили представления христиан первых веков о христианской жизни. Для всех них она началась в крещении, продолжалась в непрерывном евхаристическом общении и вела в вечную жизнь во Христе.
За кубикулами начинается Лестница мучеников, вырубленная в конце II столетия, то есть ещё до решения папы Зефирина обустроить в катакомбах общинное кладбище. Лестница получила своё название оттого, что по ней, как принято считать, спускались в катакомбы погребальные процессии с телами убиенных пап.

### Секция святого Мильтиада
Секция святого Мильтиада, примыкающая к кубикулам Таинств, была создана во второй половине II века. С её помощью секция, содержащая крипты пап и святой Цецилии, соединяется с криптой Луцины, в которой был погребён ещё один папа-мученик Корнилий. Поскольку этим маршрутом регулярно пользовались паломники, основной коридор этой секции достаточно широк, а в высоту достигает местами 7 метров.
На левой стене коридора сохранились многочисленные изображения, любимые древними христианами, в том числе: голубь (символ Святого Духа), монограммы с именем Христа, рыба (ихтис — аббревиатура греческих слов: «Иисус Христос, Божий Сын, Спаситель»), якорь (символ веры), пьющая из чаши птичка (душа, обретающая утешение в Боге). Здесь же находится усвоенное и переосмысленное христианами изображение феникса в сиянии лучей, символизирующее преходящую, временную смерть по плоти и вечную жизнь во Христе. Над одним из аркосолиев сохранилось изображение похороненной здесь девочки Ирины в позе Оранта и парящего над ней голубя.
Из многочисленных крипт и кубикул этой секции выделяются следующие:
— крипта святого Мильтиада, в которой был погребён Мильтиад, последний из пап, похороненных в катакомбах святого Каллиста,
— крипта Четырёх времён года — фрески символически представляют четыре времени года и символизируют, тем самым, непрекращающуюся вечную жизнь,
— кубикула Аквилины — здесь сохранилась надгробная надпись «Aquilina dormit in pace», то есть «Аквилина почиет в мире»,
— крипта Океана — фреска изображает персонифицированный океан, напоминающий христианам о всеобъемлющей жизни вечной,
— крипта саркофагов с двумя хорошо сохранившимися саркофагами.
Здесь же находится кубикула Софронии, названная так благодаря двум граффити, содержащим это имя и сохранившимся здесь. Ещё две надписи с именем Софронии существуют в коридоре, примыкающем к крипте пап. Все четыре надписи образуют выразительный ряд: «Да почиет Софрония со святыми», «Софрония в Господе», «Дорогая Софрония, ты будешь жить вечно в Боге», «Да, Софрония, ты будешь жить вечно».

## Секции, закрытые для посетителей
Большая часть катакомб святого Каллиста ещё закрыта для посетителей. Тем не менее, в закрытых секциях находится ряд важных помещений.

### Секции святого Гая и святого Евсевия
Крипта святого Гая выделяется своими исключительными для катакомб размерами. В ней одновременно может находиться до 60 человек. Предполагается, что крипта изначально сооружалась для совершения в ней общественных богослужений. Стены крипты покрыты белой штукатуркой.
В центре крипты находится большая гробница папы Гая, на которой сохранились фрагменты греческой надписи «Погребение Гая, епископа, 22 апреля» (296 года). В стенах крипты находятся погребальные ниши — аркосолии, в полу — формы. В числе граффити, сохранившихся на стенах, есть упоминание о посещении крипты тремя африканскими епископами, желавшими поклониться мощам своего соотечественника — святого Оптата. Возможно, последний был также погребён в этой крипте.
Прямоугольная крипта святого Евсевия расположена напротив крипты святого Гая. Она меньше последней, но роскошнее украшена — пол и стены облицованы мраморными плитами. В крипте находятся три гробницы- аркосолия. В одной из них было помещено тело папы Евсевия, умершего на Сицилии. Арка, накрывающая гробницу папы, была украшена мозаикой, а на закрывающей гробницу плите вырезана эпитафия папы Дамасия, прославляющая его предшественника. В центре крипты помещена ещё одна мраморная плита с той же эпитафией Евсевию, а на обратной стороне сохранилась ранее вырезанная похвала императору Каракалле. Вероятно, плита была перенесена сюда по повелению Дамасия из одного из языческих храмов Рима.
Эпитафия Дамасия прославляет Евсевия за его милость к lapsi, то есть падшим — христианам, отрекшимся от веры во время гонений. Когда преследования закончились, падшие просили Церковь вновь принять их в общение. Некоторые из ревнителей веры во главе с пресвитером Гераклием воспротивились прощению отступников. Евсевий, указывая на Христа, всегда прощающего кающихся, учил о необходимости прощения падших и принятия их в церковное общение после принесения ими должного покаяния. Внутрицерковная дискуссия перешла в конфликт, и император Максенций, не разбирая правых и виноватых, выслал руководителей той и другой партии из Рима. Папа Евсевий был сослан на Сицилию и там умер от голода. Вскоре тело Евсевия было перенесено его преемником Мильтиадом из сиракузских катакомб Сан-Джованни в римские катакомбы святого Каллиста. Эпитафия Дамасия гласит: «Гераклий не позволял падшим принести покаяние в их грехах. Но Евсевий учил этих несчастных оплакивать свою вину. Из разгоревшегося гнева народа, разделённого на две партии, произошли бунты, убийства, война, разногласия, столкновения, и тогда тиран выслал их (то есть Евсевия и Гераклия) обоих. Первосвященник, желавший мира и согласия, спокойно претерпел изгнание, ожидая Божественного суда, покинул этот мир и земные жизнь на сицилийских берегах».
Вслед за криптой святого Евсевия галерея приводит к крипте мучеников Калоцера (Lat. Calocerrus) и Парфения, погибших в 304 году во время гонений Диоклетиана. Граффити на стене указывает на имена лежащих здесь: «PARTEN(i) MARTIRI» и "CALO(c)ERI MARTIRI. Паломники молились в специальной комнате, примыкающей к крипте мучеников.
Кубикула пяти святых названа по хорошо сохранившейся фреске, представляющей пятерых человек в позе «Оранта». Святые изображены в райском саду, окружённые птицами, цветущими и плодоносящими деревьями. Все пятеро поименованы: «Dionisia in pace, Nemesius in pace, Procopius in pace, Eliodora in pace, Zoe in pace». Исследователи относят фреску к началу IV века.
Двойная кубикула диакона Севера относится к понтификату Марцеллина (296-304). Надпись на мраморной плите, закрывавшей аркосолий, гласит: «Диакон Север, с позволения папы Марцеллина (лат. PP Marcellinus), устроил двойную кубикулу с аркосолием и световой шахтой, в качестве спокойного и мирного места отдохновения для себя и своих домашних,..почивающих и ожидающих Бога, своего Создателя и Судию…» Воздавая хвалу своей юной дочери Севере, диакон продолжает: «Её земное тело погребено здесь в ожидании дня, когда Он восставит её. И Господь, призвавший её целомудренную, чистую и неповреждённую душу.., возвратит её, украшенную вечной славою. Она жила девять лет, одиннадцать месяцев и пятнадцать дней.»
Эта надпись подтверждает уверенность древних христиан в будущем воскресении. Историческая же ценность этой надписи состоит в том, что в ней впервые упоминает титул римских епископов — папа (в сокращении PP, нередко используемом и нынешними понтификами).
Кубикула овец украшена фресками середины IV столетия. В центре аркосолия изображён окружённый овцами Добрый Пастырь, несущий на своих плечах агнца. По обе стороны от Пастыря двое мужчин идут к источникам, текущим из скалы, изображая, тем самым, христиан, пьющих воду жизни в райских обителях. На левой стене Иисус благословляет хлебы и рыбок, предлагаемых Ему двумя апостолами. На правой стене Моисей изображён благоговейно разувающимся. Рядом с Моисеем находится фреска с неожиданным сюжетом: апостол Пётр высекает воду из скалы, а из образовавшегося источника утоляет жажду римский легионер. Черты Петра и Моисея сознательно сделаны схожими: подобно Моисею, утолившему жажду древних евреев, Пётр напоил истинной верой уверовавших язычников.

### Западная секция
Западная секция возникла в начале IV века и заполнена захоронениями эпохи, когда гонения на христиан закончились. В связи с этим, эта часть катакомб не использовалась для богослужений. Среди многочисленных кубикул выделяется одна — куполообразным сводом, вместившая 50 захоронений.
В одном из аркосолиев найден цикл сильно повреждённых фресок, посвящённых Богородице. Наилучшим образом сохранилась фреска с Поклонением волхвов.

### Секция Ливерия
Секция Ливерия — северная часть катакомб святого Каллиста, созданная во второй половине IV века. Три надгробные надписи, обнаруженные здесь де Росси, связывают эту часть катакомб с папой Ливерием Исповедником (352-366). Главной особенностью этой секции является значительное количество просторных кубикул, украшенных колоннами или пилястрами. Среди немногих сохранившихся фресок находятся Христос Пантократор, Адам и Ева с искушающим их змием, Сусанна и старцы.
Большинство из найденных в катакомбах святого Каллиста 2 378 надгробных надписей приходятся именно на секцию Ливерия. В этой секции находятся указания не только имени, но и профессии и статуса погребённого, как-то: Дионисий, врач и пресвитер, Аврелий Аврелиан, центурион V когорты, Горгоний, учитель, Валерий Пард, садовник, Путеолан, скульптор, Редемпт, диакон, Анний Иннокентий, апостольский нунций и т. д.

### Крипта Луцины
Крипта Луцины, возникшая во второй половине II века, представляет собой одно из самых ранних, изначально не связанных с катакомбами святого Каллиста, подземных кладбищ. Археологи дали ей такое название, связав с записью в Liber Pontificalis о папе Корнелии: «Блаженная Луцина…взяла ночью тело святого Корнелия, дабы похоронить его в крипте, выкопанной в принадлежащем ей имении, недалеко от катакомб Каллиста на Аппиевой дороге, 14 сентября». Корнелий был сослан в Чивитавеккию, где и умер в заключении в июне 255 года.
Крипта состоит из двух гипогеев, образованных из нескольких связанных галереями кубикул, и имеет две выводящих наверх лестницы. Только в конце IV века крипта Луцины была соединена подземным туннелем с катакомбами святого Каллиста для того, чтобы паломники могли посещать гробницу папы Корнелия.
Тело папы было погребено в одном из гипогеев. Нишу с его телом закрывала сохранившаяся мраморная плита с надписью CORNELIUS MARTYR EP(iscopus). Слева от гробницы находится фреска с изображениями папы Сикста II и мученика Оптата, над гробницей — самого Корнелия и его современника мученика Киприана Карфагенского. Все четверо изображены в епископских одеяниях, с Евангелием в руках, и мученическим венцом над головой.
В соседних помещениях находятся фрески, представляющие Крещение Господне, Даниила во львином рву, сюжеты из книги Ионы, Доброго Пастыря, а также символическое изображение Евхаристии — рыбы, корзины с хлебами и чаша с красным вином.